# Contaminació atmosfèrica

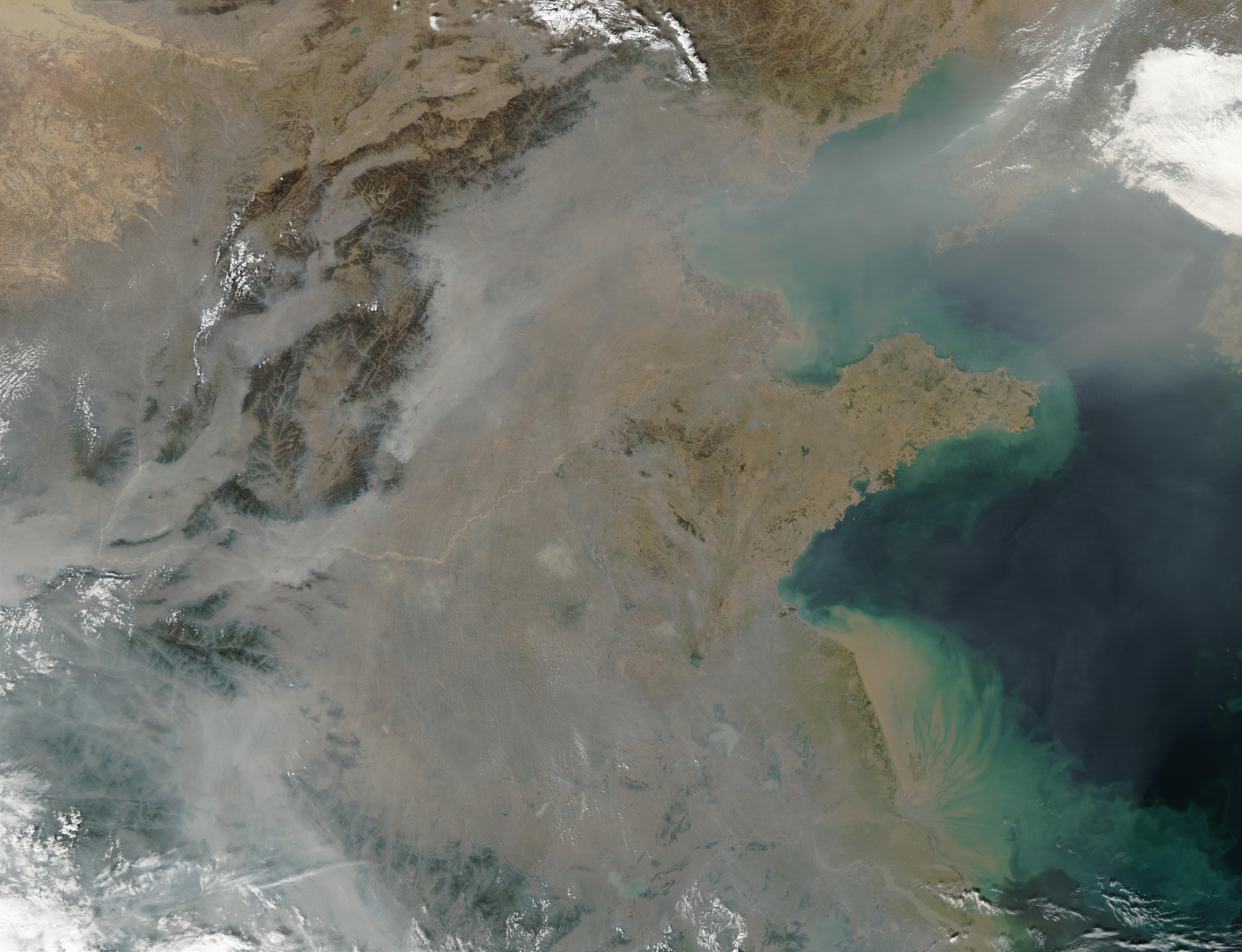
Contaminació atmosfèrica a la Xina

La contaminació atmosfèrica o pol·lució atmosfèrica és la contaminació de l'aire i fa referència a la presència a l'aire de determinades substàncies en concentracions superiors a les naturals que impliquen risc, dany o molèstia greu a les persones i béns de qualsevol mena o que poden atacar diversos materials, o éssers vius, reduir la visibilitat o produir olors.
La contaminació pot ser antropogènica (produïda per l'acció directa o indirecta de l'home) o natural (erupcions volcàniques, erosió del sol, resuspensió de pols, emissions biogèniques de boscos). És causant entre altres del forat de la capa d'ozó, de la sopa de plàstic del Pacífic, de l'efecte d'hivernacle, de la boira fotoquímica i de la pluja àcida. L'efecte Callendar és una conseqüència de la contaminació atmosfèrica.

## Contaminacions local i planetària

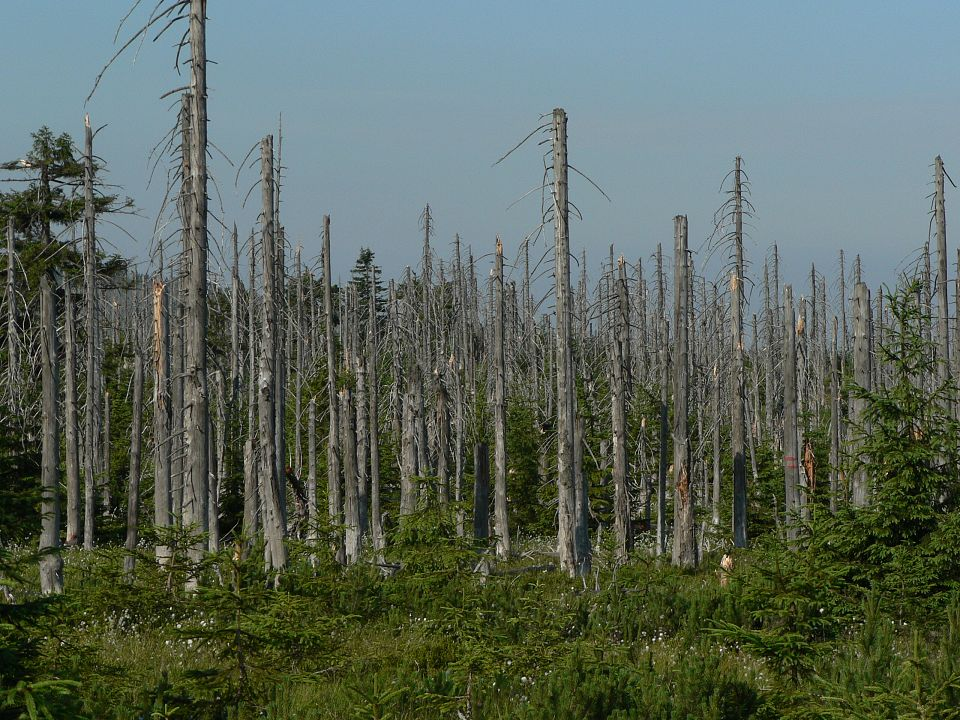
La pluja àcida té, a curt termini, efectes locals

La contaminació atmosfèrica pot tenir caràcter local, quan els efectes lligats al focus es pateixen al voltant d'aquest focus, o planetari, quan per les característiques del contaminant, es veu afectat l'equilibri del planeta i zones allunyades dels focus emissors.
La contaminació atmosfèrica pot tenir caràcter local si els efectes lligats al focus es pateixen de manera significativa únicament prop d'aquesta, com per exemple el fum d'una ciutat a causa dels vehicles; la boira fotoquímica i la pluja àcida. Als nuclis urbans cal destacar el fenomen de la inversió tèrmica, que pot ocasionar grans accidents contaminants col·lectius, i que consisteix bàsicament en l'estancament de cúpules d'aire calent contaminat sobre les grans ciutats. Les masses d'aire es desplacen a llargues distàncies i de manera caòtica, per la qual cosa, en general, el concepte de «local» abasta zones de gran extensió, de vegades de diferents països, per exemple després d'un accident nuclear.
Altrament, la contaminació planetària afecta l'equilibri general de la Terra, també a les zones més llunyanes dels focus, com és el cas de, per exemple, l'efecte d'hivernacle i del forat de la capa d'ozó.

## Contaminants primaris i secundaris
Un pol·luent primari és aquell que s'allibera directament a l'atmosfera per mitjà de xemeneies, vehicles, etc. N'és un exemple el diòxid de carboni (CO₂). D'altra banda, un contaminant secundari és el que es forma per la interacció química entre els contaminants primaris i els components naturals de l'atmosfera (nitrogen, oxigen, etc.). Els contaminants secundaris més freqüents a l'atmosfera són els nitrats de peroxiacetil (PAN, de l'anglès peroxiacyl nitrates), el triòxid de sofre (SO₃), els nitrats (NO₃), l'àcid sulfúric (H₂SO₄) i l'ozó (O₃).

## Principals contaminants atmosfèrics

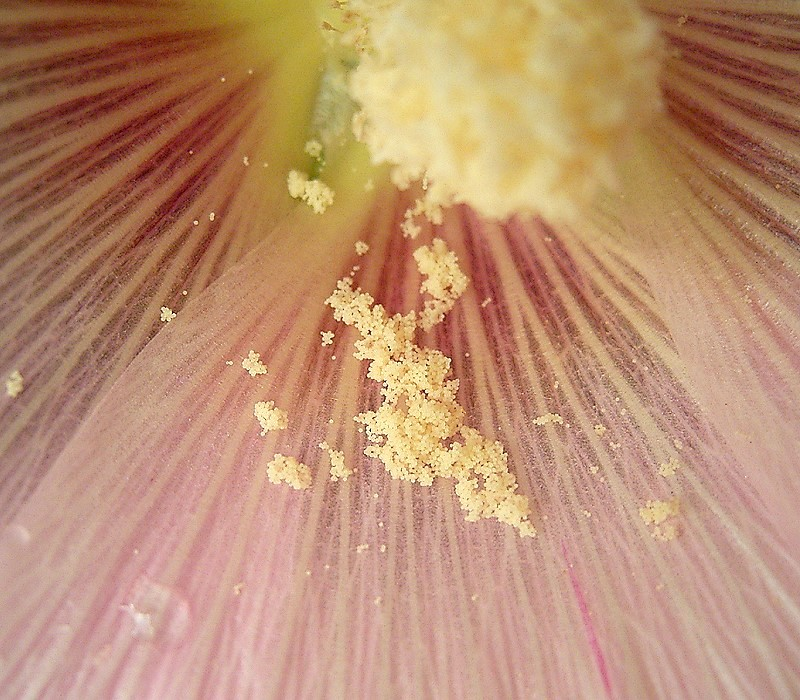
Un contaminant habitual és el pol·len

Un contaminant atmosfèric és una substància present a l'aire en concentracions superiors a les naturals. Pot ser una substància habitual (natural en quantitats més petites) o bé completament aliena a l'aire. Pot ser perjudicial a curt termini per als éssers vius i en tot cas ha de ser un motiu de preocupació.
La presència de contaminants en un indret determinat per les fonts d'emissió, les condicions meteorològiques i els receptors. Els contaminants poden ser gasos o partícules (líquides o sòlides) en suspensió. Les partícules en suspensió són sempre menors de cinquanta micres i poden romandre a l'aire durant llargs períodes abans de dipositar-se a la superfície terrestre.
Els agents contaminants atmosfèrics poden ser naturals o bé de causes antropogèniques (produïts per l'home), en aquest segon cas són sobretot producte de combustions i de l'activitat industrial. Entre els agents de contaminació natural es troben, entre d'altres, els contaminants biològics, com el pol·len, i els microorganismes nocius que originen processos al·lèrgics i infecciosos.

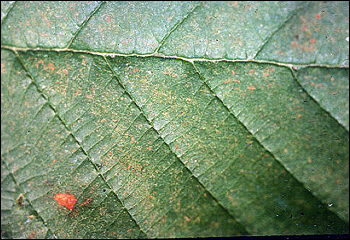
Fulla amb la típica decoloració produïda per l'ozó

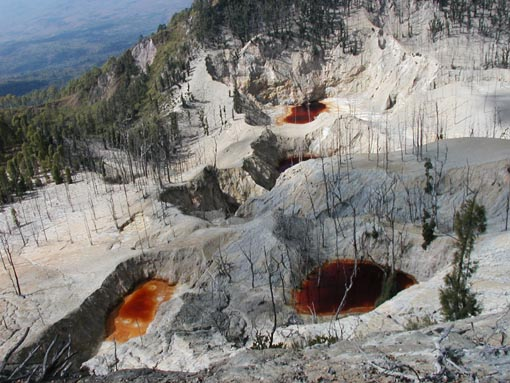
Arbres morts i tolls d'aigua vermella a causa del mercuri emès per un volcà

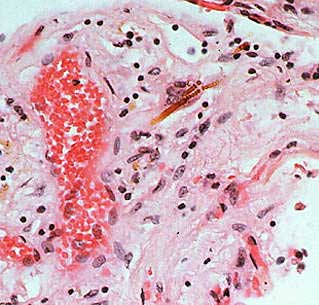
Fibres d'amiant al teixit pulmonar

Els principals contaminants atmosfèrics són els següents: 
- Els òxids de sofre, SO₂ i SO₃, procedents de la combustió de carbons i petrolis, que afecten els conreus i les vies respiratòries dels animals. El SO₂, per l'acció de la radiació ultraviolada, pot transformar-se en SO₃ que, en reaccionar amb la humitat de l'aire, origina aerosols d'àcid sulfúric (H₂SO₄).[1] El SO₂ irrita molt els ulls i les vies respiratòries superiors, produeix tos, dificultat per a respirar i espasmes laríngics.[18]
- Els sulfurs i els mercaptans,[19] originats en refineries o certs processos industrials relacionats amb la indústria petroliera,[20] putrefacció d'aigües i de deixalles, fabricació de pasta de paper, adoberies i fabricació de colorants. Els seus efectes són la fortor i sobretot la toxicitat.[12]
- El monòxid de carboni (CO), originat en la combustió incompleta (amb manca d'oxigen, en motors[21] o tubs d'escapament que no funcionen correctament, calefacció mal regulada, fum de cigarreta,[22] etc.) de petrolis, carbons, etc. Produeix en les persones cansament, mal de cap, alteracions en la coordinació de moviments, hipòxia, dany cel·lular i la mort en pocs minuts quan la concentració d'aquest gas en l'aire inhalat és molt alta.[23] És tòxic per tal com interfereix en el transport hemàtic d'oxigen.[24]
- El diòxid de carboni (CO₂), produït en les combustions completes (amb prou oxigen) de productes orgànics. L'augment progressiu de diòxid de carboni a l'aire pot conduir al canvi climàtic del planeta (vegeu efecte Callendar i efecte d'hivernacle).[25] L'exposició aguda dins de llocs tancats al CO₂ altera la presa de decisions i els resultats de les proves de cognició[26] en determinats individus, com ara les tripulacions dels submarins[27] o els astronautes.[28]
- Els hidrocarburs, emesos pels motors de combustió i l'evaporació en zones pantanoses i petrolíferes. Intervenen en la formació de boira fotoquímica.[12] S'ha demostrat que són agents carcinògens.[29]
- L'ozó (O₃), es produeix típicament amb el trànsit vehicular intens, a les zones urbanes. És un oxidant molt enèrgic amb uns efectes antibiòtics (mata organismes vius) molt notables però els efectes directes que té sobre l'organisme humà encara no estan ben aclarits.[30] És un factor decisiu en el procés d'aparició de la boira fotoquímica. Pot ser causa de danys als  conreus, de reducció dels boscos, d'augment dels ingresos hospitalaris per malaltia pulmonar obstructiva crònica,[31] de desenvolupament d'atòpia i asma en nens,[32] i d'irritació de la pell.[33]
- Els PAN són contaminants secundaris que es formen a la boira fotoquímica a partir dels contaminants produïts a les combustions.[34] Actua sobre les mucoses, on és molt irritant i lacrimogen, i a llarg termini pot provocar càncer de pell. Es considera especialment tòxic per als vegetals (fitotòxic).[35]
- Els òxids de nitrogen (NO i NO₂), són contaminants primaris que poden ser emesos per fonts naturals, com ara bacteris generadors de nitrogen, tempestes i volcans o per adobs nitrogenats i combustions antropogèniques a altes temperatures (superiors a mil graus celsius).[36] Col·laboren a l'aparició de la boira fotoquímica. El NO₂ afecta les vies respiratòries[37] i el sistema cardiovascular, fet que pot comportar un greu deteriorament de la salut en casos d'exposició perllongada.[38] El NO₂ és tòxic per a algunes espècies animals.[12] Porta a l'aparició d'ozó (O₃), que amb els aldehids i àcids orgànics forma nitroperòxids d'acil (PAN). La combinació de NO₂ i ozó augmenta els efectes al·lergènics del pol·len.[39] El PAN, el NO₂ i el O₃ són els principals oxidants de la boira fotoquímica (en anglès, smog) que té importants efectes tòxics i irritants. L'anomenat gran smog de Londres de desembre de l'any 1952, amb una durada de cinc dies, va causar la mort d'unes 12.000 persones.[40]
- El mercuri (Hg), prové de l'evaporació de la crosta de la Terra[12] i de l'activitat industrial (mineria, construcció, agricultura, etc.). És altament tòxic perquè tendeix a concentrar-se als teixits del cos humà.[41]
- Els fluorurs, provinents dels jaciments de fluorita i de les indústries de ceràmica, rajoles, fabricació d'adobs i obtenció d'alumini.[42] Els ions fluor que contenen són potents corrosius en una atmosfera humida i provoquen citotoxicitat.[43] S'emmagatzemen a l'herba i als ossos.[44]
- Les partícules de pols provenen de l'erosió, de les tempestes de sorra,[45] dels terratrèmols,[46] dels incendis forestals,[47] dels incendis de camps petrolífers[48] o dels esfondraments d'edificis.[49] Poden causar al·lèrgies,[50] rinitis no al·lèrgica,[51] problemes visuals,[52] ateroesclerosi coronària[53] malalties respiratòries[54] que amb freqüència afecten a nens de fins a quatre anys[55] i alteracions de la coagulació de la sang.[56] Segons la mida, són partícules sedimentables (majors de 30 µm), partícules en suspensió (entre 10 µm i 30 µm), partícules respirables (entre 1 µm i 10 µm) o fums (diàmetre menor d'1 µm).[57] L'exposició aguda passiva a les partícules del fum de tabac ambiental provoca un increment de la variabilitat del ritme cardíac, ja que trastorna la normal funció autonòmica del cor,[58] mentre que l'exposició combinada al soroll i a les partícules de diàmetre igual o inferior a 2,5 micres participa en el desenvolupament de la síndrome metabòlica.[59] S'ha posat de manifest experimentalment que, amb independència de la via d'inhalació, els individus exposats a altes concentracions de partícules en l'aire de 2,5 µm durant quatre hores poden presentar una disminució d'algunes de les seves capacitats cognitives.[60] Aquest tipus de partícules contaminants produïdes per l'ús de combustibles fòssils pot causar part preterme i naixement de nadons amb baix pes.[61] També és un important factor de risc mutagènic en la oncogènesi del càncer de pulmó en persones no fumadores.[62] Segons un estudi estatunidenc, les partícules de 2,5 µm generades pels incendis forestals a Califòrnia durant el període 2008-2018 van causar la mort prematura d'unes 50.000 persones.[63] Entre 1972 i 2023 els incendis forestals en les zones mineres dels Territoris del Nord-oest canadencs van alliberar, juntament amb el fum, grans quantitats d'arsènic a l'atmosfera.[64]
- La sílice (SiO₂), provinent dels minerals que en contenen. Les partícules petites s'acumulen als pulmons i provoquen emfisema i silicosi.[65]
- L'amiant, producte de l'explotació minera[66] i manipulació de l'amiant i del ciment que en conté,[67] origina plaques pleurals, bronquitis, dolors al tòrax, respiració difícil, tos, fibrosi pulmonar,[68] mesotelioma[69] i càncer de pulmó.[70]
- Les cendres.[1]
- Els fums són partícules sòlides de petitíssim diàmetre, amb molta freqüència provinents del trànsit de vehicles amb motor de combustió interna alimentat amb combustibles fòssils (benzina, gasoil).[71] Poden originar greus complicacions de l'embaràs.[72]

## Causes, origen i focus

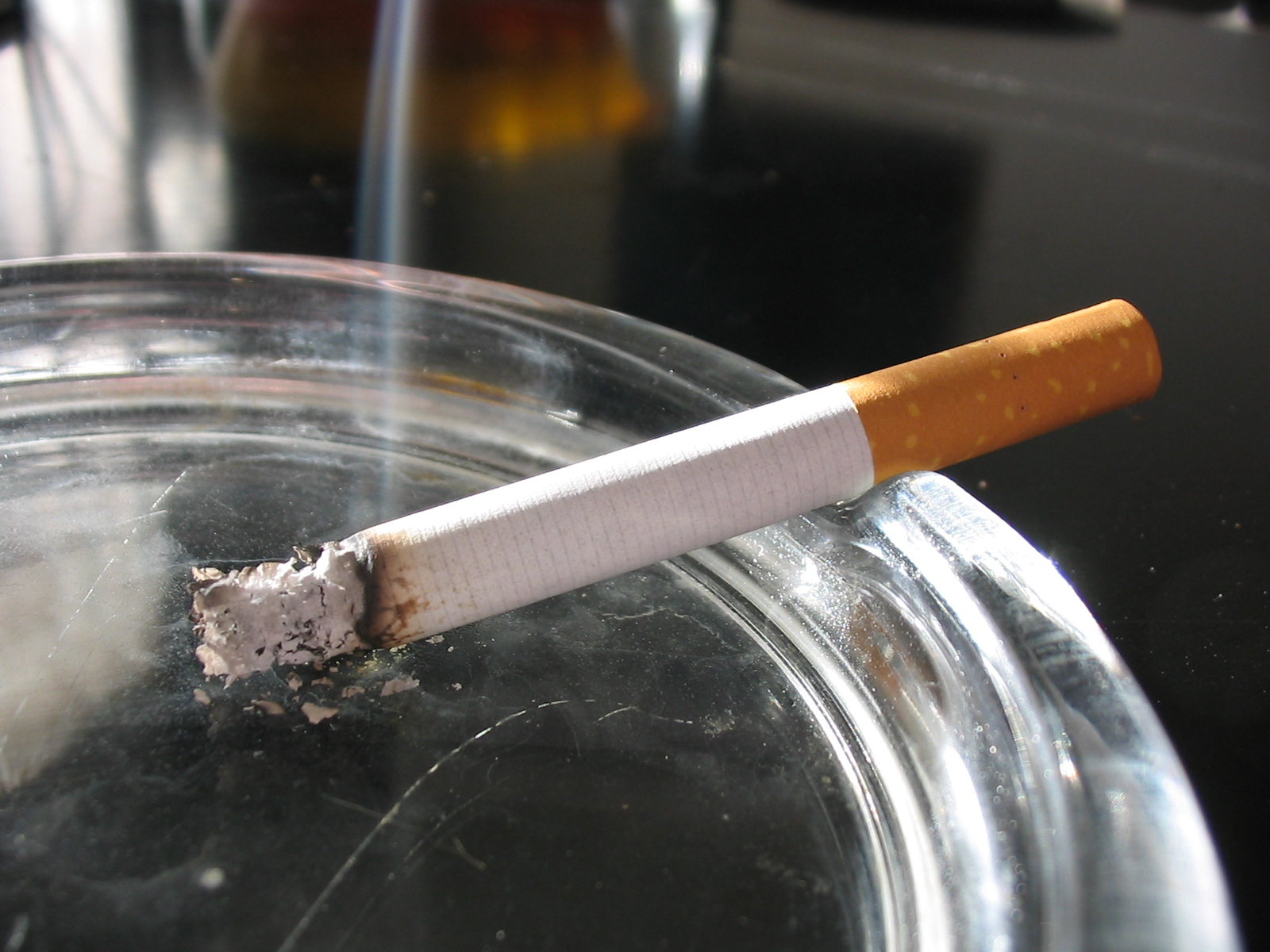
El tabac és un focus de nombrosos contaminants atmosfèrics

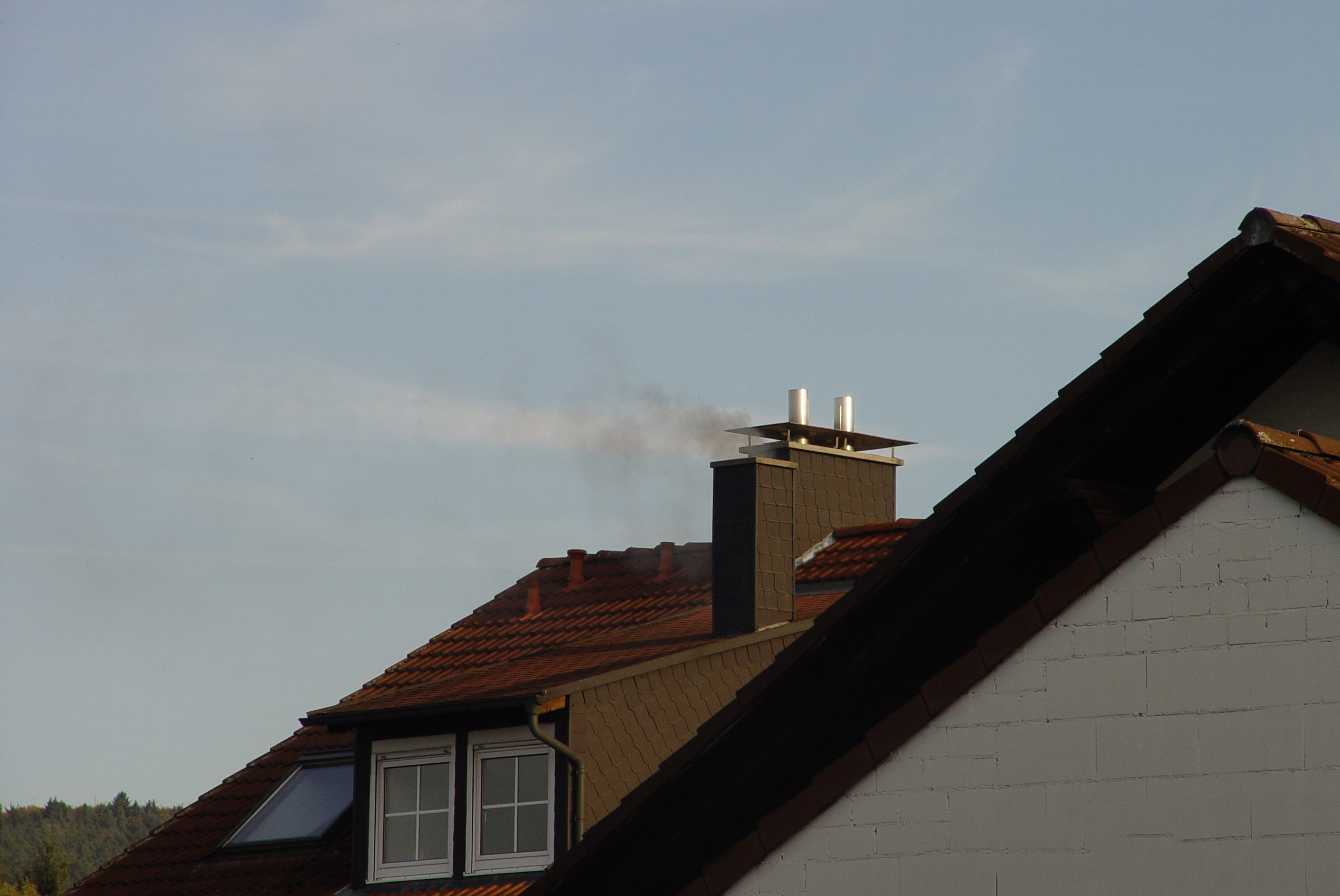
El fum de les xemeneies domèstiques no està tractat, al contrari del que ocorre per llei al cas industrial

La major part de la contaminació atmosfèrica té origen antropogènic. Una gran part és a causa dels residus sòlids urbans (RSU) i dels residus industrials, però també alguns de mèdics (que n'inclouen de radioactius), per exemple. Una altra font important és tota mena de procés que impliqui combustió, en especial el tabaquisme, les centrals tèrmiques (de carbó o petroli) que produeixen electricitat i els vehicles de transport terrestre, marítim i aeri; siguin de combustió o elèctrics; con ara autobusos, trens, cotxes, vaixells o avions; a més d'alguns tipus de calefaccions.
De manera indirecta, doncs, tot tipus d'activitat que impliqui consum elèctric o energètic en general, si aquesta energia està obtinguda per mitjà de centrals tèrmiques, contamina l'aire. Un cotxe elèctric, per exemple, contamina menys a la ciutat, ja que no hi tira fums, però si l'energia prové de fonts tèrmiques contaminarà al lloc on estigui situada la central elèctrica. Les centrals nuclears només contaminen el fons del mar o el lloc on s'enterrin els residus, mentre que l'energia solar i hidràulica a priori són innòcues a l'atmosfera. L'energia eòlica (molins de vent amb turbina) en principi és també innòcua, però pot crear sorolls (contaminació acústica) molestos.
Algunes indústries, en els seus processos, emeten partícules, gasos, vapor o calor a l'atmosfera. Han de seguir les lleis ambientals per a no llençar-hi més del compte.
També existeix la contaminació atmosfèrica per causes naturals. Entre aquestes hom pot destacar l'acumulació de pols del sòl aixecada pel vent, de productes expel·lits per les erupcions volcàniques, de partícules salines despreses de l'escuma marina, d'elements radioactius naturals (com els de la cadena del radó), etc.

## Qualitat de l'aire
Les normatives referents al control de la contaminació atmosfèrica fan referència a valors permesos d'emissió i immissió de contaminants.
Els valors d'immissió són aquells als que es veuen sotmesos la població i els ecosistemes. Depenen de les emissions de contaminants de les distintes fonts, de la meteorologia (dispersió de contaminants) i de la transformació química que experimenten els contaminants una vegada estan en l'atmosfera. La legislació relativa a contaminació atmosfèrica distingeix, per tant, aquests dos tipus de valors. El nivell d'emissió ve definit com la quantitat de cada contaminant emesa sistemàticament a l'atmosfera en un període determinat. I el nivell d'immissió és el límit màxim tolerable de presència en l'atmosfera de cada contaminant, aïllat o associat amb d'altres.

### Nivells d'immissió

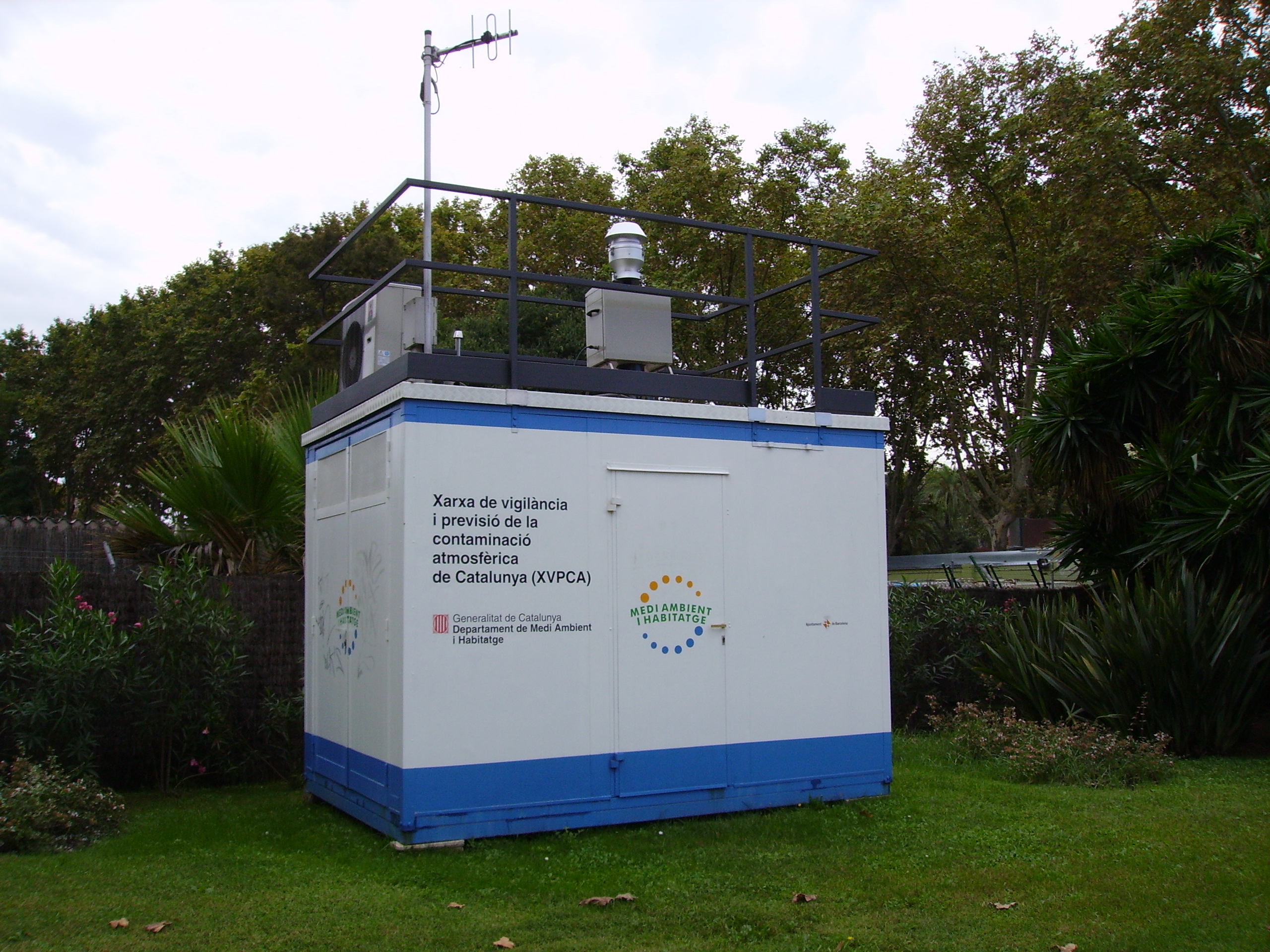
Punt de mesurament automàtic d'immissions

La contaminació de l'aire és un procés que s'inicia amb l'emissió a l'aire per part dels diferents focus emissors de contaminants a l'atmosfera. Una vegada aquestes substàncies es troben a l'atmosfera poden patir diferents efectes de transport (de la ciutat al camp, dispersió, acumulació, etc.) i transformació (contaminants secundaris, etc.). Com a resultat d'aquests processos, en cada punt determinat hi haurà una determinada concentració de cada contaminant, que es coneix com a nivell d'immissió. Són els nivells d'immissió o de qualitat de l'aire els que determinen l'efecte d'un contaminant sobre la salut o el medi ambient.
Els nivells d'immissió que estableix la legislació han de garantir que l'aire tingui una qualitat «acceptable», encara que sempre hi haurà un cert grau de contaminació. Els valors d'immissió corresponen a la mesura dels contaminants presents en una atmosfera determinada, en general es mesuren en mg/m³ o µg/m³ o bé en unitats de volum/volum (ppm o ppmm).
Per a vigilar els valors d'immissió existeixen diverses xarxes de vigilància, que tenen com a finalitat conèixer els nivells de contaminants a què es veu sotmesa la ciutadania, la naturalesa o el patrimoni històric-artístic.
Les variables emprades per expressar la qualitat de l'aire són tres: els valors límit, els valors guia i els valors d'alerta. Els valors límits han de ser respectats en tot el territori i, en cas de ser superats, s'han d'estudiar les causes que ho han originat i establir un seguit d'actuacions per evitar la seva repetició. S'estableixen valors límits diaris i anuals. Els valors guia són valors que es pretenen assolir a llarg termini i són indicatiu d'aire net. Els valors d'alerta estableixen les concentracions de contaminants que obliguen a prendre mesures extremes per tal de poder abordar el problema.

### Nivells d'emissió
Els nivells d'emissió indiquen la concentració d'emissions atmosfèriques de tabac, vehicles, centrals elèctriques, etc. En canvi, els nivells d'immissió indiquen la presència dels contaminants a l'aire no en els punts on es generen sinó en diferents punts receptors. Entre els nivells d'immissió i els d'emissió hi ha un procés de transport i dispersió mitjançant l'atmosfera, que pot dispersar o concentrar els contaminants o fins i tot modificar-ne la naturalesa.
És necessari conèixer quines són les emissions a l'atmosfera dels diferents focus per tal de poder realitzar una correcta gestió de la contaminació atmosfèrica. El coneixement exacte d'aquestes emissions és possible en els casos on el focus de contaminació és gran, com poden ser les centrals tèrmiques. En el cas de focus petits, no es coneixen amb certesa les emissions, per això es recorre a estimar-les.

## Prevenció, control i correcció

Esquema d'un cicló

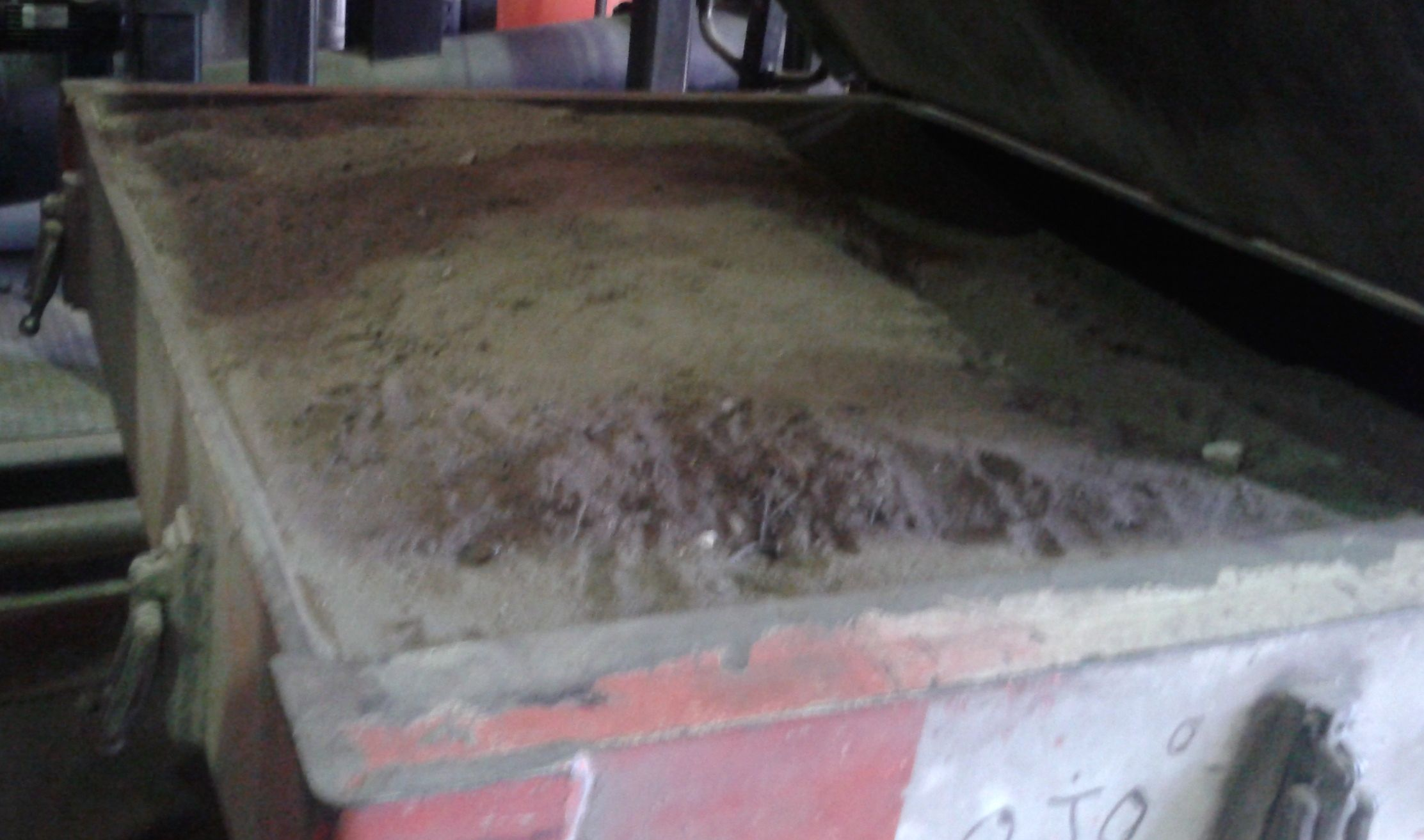
Partícules sòlides extretes del fum d'una caldera mitjançant un cicló

Els mecanismes de prevenció, control i correcció de la contaminació de l'aire permeten eliminar, reduir o disminuir els efectes de l'emissió de contaminants. Aquests es basen en quatre vies d'actuació diferents: eliminar el procés contaminant, modificar el procés, regular la situació geogràfica del procés, i reduir (si pot ser, eliminar) les descàrregues de contaminant afegint sistemes o aparells especialment dissenyats per a tal fi.
Per disminuir els contaminants més habituals en l'aire cal reduir les emissions, i per aconseguir aquest propòsit, podem optar per dos tipus de solucions: tractar de disminuir al màxim la producció de contaminants, o bé, una vegada generats aquests, optar per controlar-los i retenir-los amb equips adequats.
La primera de les opcions és la més desitjada, ja que tot el que suposa una reducció en la generació de contaminants es tradueix en múltiples beneficis, tant pel medi receptor com per als ecosistemes i la població.
L'aplicació de mesures preventives no sempre és suficient, per això moltes vegades s'ha de recórrer a mesures correctores, les quals suposen controlar i tractar els contaminants una vegada generats. Les mesures a adoptar dependran no només del tipus de contaminant a eliminar, sinó també de la naturalesa de la font emissora.
Una correcta avaluació de l'impacte ambiental ocasionat per la nostra activitat i la implantació de tecnologies de baixa o nul·la emissió (tecnologies netes) entren dins d'alternatives en acció.
En concret, amb l'objectiu de minimitzar les emissions, és important estudiar les possibilitats d'actuació sobre els processos de combustió, equips de fabricació, etc.
En tot cas, qualsevol mètode de concentració i retenció dels gasos contaminants amb equips adequats porta implícits certs inconvenients com ara la transferència de la contaminació d'un medi a un altre, la producció de residus sòlids o líquids, la possible contaminació del sòl de l'aigua o l'augment de contaminació originada pel consum de recursos naturals i energia pels equips depuradors.
A més a més, sigui quin sigui el mètode escollit per a tractar els gasos contaminants, sempre s'hauran de tenir en compte tres aspectes que incrementen la seva dificultat: la recollida dels gasos (la recollida de gasos sempre és problemàtica, sobretot si es tracta d'una font emissora d'importants dimensions, com un bloc d'habitatges urbans, ja que el volum de gas a manipular és extraordinàriament gran), el seu refredament (ja que l'emissió dels gasos sempre es realitza a temperatures elevades i el seu tractament.
Un cop valorats els aspectes mencionats, cal escollir en cada cas el mètode de tractament que es consideri més adequat per aconseguir l'objectiu proposat.
Per a reduir l'emissió de partícules sòlides s'usen cambres de sedimentació per gravetat, ciclons o separadors centrífugs, rentadors de gasos (com per exemple el rentador de doll o, en anglès, scrubber), filtres de teixits i filtres electroestàtics. La seva eficiència es mesura amb un paràmetre anomenat eficàcia de captació, que és el percentatge en massa de partícules eliminades (o de sortida de l'aparell) respecte a la massa de partícules que hi entren.
Per a reduir l'emissió de gotes de vapor i de gasos contaminants s'usen els processos o sistemes d'absorció (el contaminant es transfereix a un líquid i se separa), d'adsorció (es transfereix a un sòlid), la combustió (incineradora per flama directa o incineradora amb catalitzador) i la condensació del contaminant (condensador de polvorització, condensador ejector o condensador baromètric).

## Legislació
Existeixen lleis i normatives quant als límits de calor i de concentració de substàncies emeses a l'aire a escala de la Unió Europea, estatals (Espanya, França, Andorra, etc.), autonòmiques i regionals, de diputacions (o vegueries o departaments) i municipals (a nuclis urbans grans) o de consells comarcals (en zones pertanyents a municipis petits). Fins i tot de més locals, per exemple per a polígons industrials determinats.
Cal seguir totes les lleis i normes dels diferents nivells administratius. En general, les més locals són més restrictives que les pertanyents a administracions més àmplies. Aquestes administracions tenen recursos de mesura i control, i algunes tenen poder per a tancar una activitat si aquesta no segueix els seus preceptes. També es multen amb tancaments temporals o econòmicament. Per exemple, les activitats sota la Diputació de Barcelona que incompleixen la normativa emetent una concentració major de l'estipulada d'un contaminant, han de pagar una suma de diners doble a la que s'han estalviat en fent-ho (sistemes, maquinària, personal qualificat, mètodes de producció, matèria utilitzada, augment d'ingressos, disminució de costos, etc.). Aquesta política, que s'ha estès també a l'Estat Espanyol, es basa en la premissa coneguda com a «qui contamina, paga» (formulada com a resposta a la coneguda expressió catalana «qui paga, mana»). També hi ha iniciatives per a restringir el trànsit de vehicles a motor, i així intentar reduir les emissions de contaminants a l'atmosfera, com la ZBE Rondes Barcelona.
També hi ha d'altres lleis especials, com per exemple a la mar, on la contaminació atmosfèrica de les embarcacions està regulada internacionalment a l'annex VI de la MARPOL (el Conveni Internacional per Prevenir la Contaminació pels Vaixells de 1973).
Voluntàriament, es poden seguir els consells de l'ISO 14000, relativa a la qualitat mediambiental i que inclou la problemàtica associada a la contaminació atmosfèrica.

### Generalitat Catalana
El govern de la Generalitat Catalana va aprovar la Llei 22/1983 de protecció de l'ambient atmosfèric. Aquesta llei fou aplicada més endavant amb el Fons per a la Protecció de l'Ambient Atmosfèric, gestionat per una comissió creada amb un decret aprovat el 20 de novembre de 2018. Aquest fons és el conjunt d'ingressos que provenen dels Pressupostos de la Generalitat Catalana i "dels ingressos de les sancions imposades per la Generalitat en aplicació de la Llei" i és usat per a "incentivar accions per reduir les emissions de contaminants".

## Evolució de la contaminació atmosfèrica al món
L'informe anual State of Global Air "és considerat l'estudi anual més complet sobre els efectes en la salut de la pol·lució atmosfèrica".
Segons un informe publicat el 2019, la pol·lució atmosfèrica era aleshores el cinquè factor de risc de la mort a la Terra.
La prohibició de circulació de vehicles de gasoil de manera permanent en certes zones de les poblacions ha sigut una iniciativa en diverses ciutats del món en el segle xxi pensant especialment en la millora de la qualitat de l'aire, amb la reducció de la contaminació atmosfèrica. Matthias Möhner, expert en salut laboral, considerà aquestes mesures desproporcionades amb relació a l'escassa evidència de l'impacte negatiu sobre la salut que té el NO₂, la substància emesa per la combustió dels motors dièsel.